# Принцесса Железный Веер
Принцесса Железный Веер (кит. трад. 鐵扇公主, пиньинь tiě shān gōngzhǔ) — первый китайский полнометражный мультфильм, созданный братьями Вань в 1941 году в Шанхае.

## Сюжет
Сюжет основан на небольшой истории из «Путешествия на запад», конкретно на противостоянии Царя Обезьян с Принцессой Железный Веер. Веер нужен Царю Обезьян чтобы потушить огонь вокруг деревни крестьян.

## Особенности
В конце тридцатых годов прошлого века братья Вань увидели «Белоснежку и Семь Гномов» Уолта Диснея, после чего загорелись идеей создать фильм такого же качества. Для создания «Принцессы Айрон Фан» потребовалось три года, 237 художников и 350 тысяч юаней. Конечно, влияние студии Диснея прослеживается в мультфильме, но, тем не менее, он является первым китайским мультфильмом, а также первым в Азии, а братья Вань создателями и пионерами китайской мультипликации. Фильм был выпущен в Шанхае в 1941.
В мультфильме используются статичные фоны и анимированные персонажи. Учитывая, что в китайской живописи техника изображения, если можно так выразиться, «движения в статике», была довольно-таки широко распространена (пейзажная живопись, течение реки, ветер), фоны представляют больший интерес, чем персонажи. Персонажи так же представляют определённый интерес, с точки зрения развития анимации.
Основные персонажи: Царь Обезьян, Чжу Ба Цзе, и Принцесса, до этого, естественно, изображались в иллюстрациях к роману. Тем не менее, в мультфильме они нарисованы несколько иначе. Возможно, это сделано из-за того, что их образы содержат большое количество деталей и довольно-таки сложны в воспроизведении, тем более анимации. У братьев Вань и нанятых ими художников не было опыта в анимации персонажей. На это так же указывает более тщательная проработка фонов и статичных изображений в мультфильме. Создателям пришлось копировать диснеевскую анимацию, так что Сунь У Кун в мультфильме имеет очевидное сходство с таким известным персонажем, как Микки-Маус, с его ранними изображениями. Сунь У Кун, конечно, более антропоморфен, но в целом, обладает таким же овальным телом, тонкими руками и ногами, с широкими ступнями и ладонями. На руках можно заметить подобие белых перчаток, которые рисовались всем персонажам Диснея. Узнаваемым его должен делать грим, присущий образу Сунь У Куна. Но дело в том, что мультфильм чёрно белый и достоверно сказать, что это именно грим нельзя. Это либо грим, либо традиционная рисовка обезьяны — это видно если сравнить изображение с иллюстрацией к роману и с няньхуа . Тем не менее, костюм чиновника, сопутствующий этому гриму, не отрисован. Одежда Царя Обезьян вообще изображена скорее схематически.
Центральный женский персонаж мультфильма — Принцесса, чертами лица очень похожа на диснеевскую Белоснежку — украшение на голове, глаза, линия волос, губы и овал лица практически идентичны.
Что касается фонов текстура гор и деревьев в мультфильме, и на картине художника XVII века Ван Хоя, сыгравшего ключевую роль в укреплении традиций китайской пейзажной живописи, очень похожа. Ван Хой черпал вдохновение в работах более ранних живописцев, в том числе и Минских. И, так как мультфильм черно-белый, пейзажи приобретают сходство с работами тушью. В связи с этим можно так же упомянуть работы Сюй Вэя. Сходство определённо есть, и, учитывая выбранное братьями Вань направление развития мультипликации, оно вряд ли случайно.
Значение:
Мультфильм был первым из серии полнометражек братьев Вань, основанных на традиционных сюжетах и сыграл важную роль в развитии стиля «Шанхайской Студии Кино и Искусств».